# 矢島重成
矢島 重成（やじま しげなり）は、安土桃山時代から江戸時代初期の武将。立花氏の家臣。最終的に筑後国柳河藩士。

## 概要
父・矢島秀行は近江国野洲郡矢島郷の国人衆矢島氏を継いで、矢島に改名した。

## 生涯
元亀元年（1570年）、足利義昭の家臣・矢島秀行の子として生まれる。また、足利義昭の子とする説もある。
父・秀行が野田・福島の戦い（一説は山城国恩庵）で主君・義昭をかばって重傷を負い、12月22日に27歳で亡くなると、3歳の八千子と1歳の重成は母の月祥院（恵照院）に連れられ菊亭家に帰った。やがて親戚の細川藤孝に保護され、細川忠興と共に勉学に励んだという。
九州征伐の際、豊臣秀吉に従って九州に参戦し、筑後の国人領主・草野家清の調略に功を挙げた。この時、草野家清の娘・華緒と結婚した。
朝鮮出兵の文禄の役の頃、豊臣秀吉と細川忠興は、武功の高い立花宗茂が正室との間に子がいないのを案じ、文禄4年（1595年）に宗茂が朝鮮から帰国後、重成の姉・八千子を宗茂の側室に紹介し、この関係で文禄5年（1596年）に重成も宗茂に仕え、2000石を与えられる。その後、慶長の役に出陣、吉弘統幸とともに立花軍の4番隊をつとめた。
関ヶ原の戦いでは大津城の戦いの帰りに東軍に寝返った鍋島直茂と江上八院で戦い、小野鎮幸率いる約3千の元で戦い、重成は第3陣として参陣した。
立花家改易後も宗茂に従い、江戸での御家再興につとめた。宗茂が棚倉藩を与えられると、重成は財政政策につとめた。
大坂の陣でも戦功を挙げる。柳川藩復帰後、家老となり重用され、重成と関わりの深い細川家や畿内大名家との外交・朝廷への挨拶などにつとめた。
また、宗茂は重成の娘を自身の養女として、高家・今川直房に嫁がせた。
重成の子・矢島重知も家老として島原の乱に参陣し、以降大組組頭世襲家として続く。
寛永18年（1641年）、死去。